# Барон Милвертон
Барон Милвертон из Лагоса и Клифтона в городе Бристоль — наследственный титул в системе Пэрства Соединённого королевства. Он был создан 10 октября 1947 года для колониального администратора, сэра Артура Ричардса (1885—1978). Он занимал должности губернатора Северного Борнео (1930—1933), губернатора Гамбии (1934—1936), верховного комиссара западной части Тихого океана (1936—1938), губернатора Фиджи (1936—1938), губернатора Ямайки (1938—1943) и губернатора Нигерии (1943—1948). 
По состоянию на 2024 год носителем титула являлся его младший сын, Майкл Хью Ричардс, 3-й барон Милвертон (род. 1936), который сменил своего брата в 2023 году.

## Бароны Милвертон (1947)
- 1947—1978: Артур Ричардс, 1-й барон Милвертон[англ.] (21 февраля 1885 — 27 октября 1978), старший сын Уильяма Ричардса из Бристоля[1];
- 1978—2023: Фрейзер Артур Ричард Ричардс, 2-й барон Милвертон (21 июля 1930 — 10 августа 2023), старший сын предыдущего[2][3][4];
- 2023 — настоящее время: Майкл Хью Ричардс, 3-й барон Милвертон (род. 1 августа 1936), младший брат предыдущего[5]; 
  - Наследник титула: достопочтенный Артур Хью Ричардс (род. 10 января 1963), единственный сын предыдущего[6][7].